# Takaši Ono (judista)
Takaši Ono (japonsky 小野 卓志), (* 25. června 1980 Išige, Japonsko) je reprezentant Japonska v judu.

## Sportovní kariéra
S judem začal v 5 letech. V seniorské reprezentaci se zabydlel po olympijských hrách v Sydney v roce 2000 a o možnost startu na velkých akcích řadu let soupeřil s Masahiko Tomoučim.
V roce 2004 s Tomoučim ještě nominaci na olympijské hry v Athénách prohrál, ale v roce 2008 si účast na olympijských hrách v Pekingu vybojoval. Jeho judo charakterizuje vynikající aši-waza, kde dominuje pravá uči-mata. S tímto svým tokui-waza si však nedokázal poradit na olympijských hrách v Pekingu. V prvním kole nastoupil proti aktuálnímu mistru světa Brazilci Tiagu Camilovi. Ten byl na jeho pravou uči-matu velmi dobře připravený a po kontrachvatech ho vyřadil.
V dalších letech startoval ve střední váze, ale účast na olympijských hrách v Londýně v roce 2012 mu nakonec utekla ve prospěch Masaši Nišijami. Následoval přestup do polotěžké váhy, kde však jeho judu schází hrubá síla.

## Výsledky
| Olympijské hry    |    |   | — |    |   |    | — |    |    |    | úč. |     |     |    | — |    |   |  |  |  |  |
| Mistrovství světa |    | — |   | —  |   | —  |   | 3. |    | —  |     | úč. | úč. | 3. |   | 5. | — |  |  |  |  |
| Asijské hry       | —  |   |   |    | — |    |   |    | 3. |    |     |     | 1.  |    |   |    | — |  |  |  |  |
| Mistrovství Asie  |    | — | — | 3. |   | 3. | — | 1. |    | 3. | 3.  | —   |     | —  | — | —  |   |  |  |  |  |
| MS juniorů        | 3. |   |   |    |   |    |   |    |    |    |     |     |     |    |   |    |   |  |  |  |  |